# Patinação de velocidade nos Jogos Olímpicos de Inverno de 2022
As competições da patinação de velocidade nos Jogos Olímpicos de Inverno de 2022 foram realizadas no Oval Nacional de Patinação de Velocidade, em Pequim, entre 5 e 19 de fevereiro. Um total de 14 eventos estiveram em disputa, sendo sete de cada gênero, com provas nas distâncias de 500 m, 1000 m, 1500 m e 5000 metros masculino e feminino, 3000 m feminino, 10000 m masculino, largada coletiva e perseguição por equipes.

## Programação
A seguir está a programação da competição para os 14 eventos da modalidade.
Horário local (UTC+8).
| Data            | Horário | Evento                                             |
| --------------- | ------- | -------------------------------------------------- |
| 5 de fevereiro  | 16:30   | 3000 m feminino                                    |
| 6 de fevereiro  | 16:30   | 5000 m masculino                                   |
| 7 de fevereiro  | 16:30   | 1500 m feminino                                    |
| 8 de fevereiro  | 18:30   | 1500 m masculino                                   |
| 10 de fevereiro | 20:00   | 5000 m feminino                                    |
| 11 de fevereiro | 16:00   | 10000 m masculino                                  |
| 12 de fevereiro | 16:00   | Perseguição por equipes feminino – quartas         |
| 12 de fevereiro | 16:55   | 500 m masculino                                    |
| 13 de fevereiro | 21:00   | Perseguição por equipes masculino – quartas        |
| 13 de fevereiro | 21:55   | 500 m feminino                                     |
| 15 de fevereiro | 14:30   | Perseguição por equipes feminino – semis e finais  |
| 15 de fevereiro | 14:55   | Perseguição por equipes masculino – semis e finais |
| 17 de fevereiro | 16:30   | 1000 m feminino                                    |
| 18 de fevereiro | 16:30   | 1000 m masculino                                   |
| 19 de fevereiro | 15:00   | Largada coletiva masculino – semis e finais        |
| 19 de fevereiro | 15:45   | Largada coletiva feminino – semis e finais         |

## Qualificação
Um total de 166 patinadores foram autorizados a competir nos Jogos, sendo um máximo de 83 homens e 83 mulheres. O número total de atletas por Comitê Olímpico Nacional foi de nove por gênero, comparado aos 10 em 2018. As vagas foram definidas com base nos resultados das competições da Copa do Mundo de Patinação de Velocidade da União Internacional de Patinação. Quando a cota por vagas fosse atingida, cada CON poderia inscrever no máximo três patinadores por gênero para todos os eventos, com exceção dos 5000 m, 10.000 m e largada coletiva, para os quais eles poderiam inscrever no máximo dois atletas por evento.

## Medalhistas
Masculino
| Evento                           | Ouro                                                                  | Prata                                                | Bronze                                                                    |
| -------------------------------- | --------------------------------------------------------------------- | ---------------------------------------------------- | ------------------------------------------------------------------------- |
| 500 m detalhes                   | Gao Tingyu CHN China                                                  | Cha Min-kyu KOR Coreia do Sul                        | Wataru Morishige JPN Japão                                                |
| 1000 m detalhes                  | Thomas Krol NED Países Baixos                                         | Laurent Dubreuil CAN Canadá                          | Håvard Holmefjord Lorentzen NOR Noruega                                   |
| 1500 m detalhes                  | Kjeld Nuis NED Países Baixos                                          | Thomas Krol NED Países Baixos                        | Kim Min-seok KOR Coreia do Sul                                            |
| 5000 m detalhes                  | Nils van der Poel SWE Suécia                                          | Patrick Roest NED Países Baixos                      | Hallgeir Engebråten NOR Noruega                                           |
| 10000 m detalhes                 | Nils van der Poel SWE Suécia                                          | Patrick Roest NED Países Baixos                      | Davide Ghiotto ITA Itália                                                 |
| Largada coletiva detalhes        | Bart Swings BEL Bélgica                                               | Chung Jae-won KOR Coreia do Sul                      | Lee Seung-hoon KOR Coreia do Sul                                          |
| Perseguição por equipes detalhes | Hallgeir Engebråten Peder Kongshaug Sverre Lunde Pedersen NOR Noruega | Daniil Aldoshkin Sergey Trofimov Ruslan Zakharov ROC | Casey Dawson Emery Lehman Joey Mantia Ethan Cepuran[*] USA Estados Unidos |

Feminino
| Evento                           | Ouro                                                         | Prata                                        | Bronze                                                                               |
| -------------------------------- | ------------------------------------------------------------ | -------------------------------------------- | ------------------------------------------------------------------------------------ |
| 500 m detalhes                   | Erin Jackson USA Estados Unidos                              | Miho Takagi JPN Japão                        | Angelina Golikova ROC                                                                |
| 1000 m detalhes                  | Miho Takagi JPN Japão                                        | Jutta Leerdam NED Países Baixos              | Brittany Bowe USA Estados Unidos                                                     |
| 1500 m detalhes                  | Ireen Wüst NED Países Baixos                                 | Miho Takagi JPN Japão                        | Antoinette de Jong NED Países Baixos                                                 |
| 3000 m detalhes                  | Irene Schouten NED Países Baixos                             | Francesca Lollobrigida ITA Itália            | Isabelle Weidemann CAN Canadá                                                        |
| 5000 m detalhes                  | Irene Schouten NED Países Baixos                             | Isabelle Weidemann CAN Canadá                | Martina Sáblíková CZE República Checa                                                |
| Largada coletiva detalhes        | Irene Schouten NED Países Baixos                             | Ivanie Blondin CAN Canadá                    | Francesca Lollobrigida ITA Itália                                                    |
| Perseguição por equipes detalhes | Ivanie Blondin Valérie Maltais Isabelle Weidemann CAN Canadá | Ayano Sato Miho Takagi Nana Takagi JPN Japão | Marijke Groenewoud Irene Schouten Ireen Wüst Antoinette de Jong[*] NED Países Baixos |

* ^ Participou apenas das eliminatórias, mas recebeu medalha.

## Quadro de medalhas
| Ordem | País                | Medalha de ouro | Medalha de prata | Medalha de bronze |    | Ordem por total |
| ----- | ------------------- | --------------- | ---------------- | ----------------- | -- | --------------- |
| 1     | NED Países Baixos   | 6               | 4                | 2                 | 12 | 1               |
| 2     | SWE Suécia          | 2               |                  |                   | 2  | 6               |
| 3     | CAN Canadá          | 1               | 3                | 1                 | 5  | 3               |
|       | JPN Japão           | 1               | 3                | 1                 | 5  | 2               |
| 5     | NOR Noruega         | 1               |                  | 2                 | 3  | 4               |
|       | USA Estados Unidos  | 1               |                  | 2                 | 3  | 4               |
| 7     | BEL Bélgica         | 1               |                  |                   | 1  | 10              |
|       | CHN China           | 1               |                  |                   | 1  | 10              |
| 9     | KOR Coreia do Sul   |                 | 2                | 2                 | 4  | 6               |
| 10    | ITA Itália          |                 | 1                | 2                 | 3  | 6               |
| 11    | ROC                 |                 | 1                | 1                 | 2  | 6               |
| 12    | CZE República Checa |                 |                  | 1                 | 1  | 10              |
| TOTAL | TOTAL               | 14              | 14               | 14                | 42 | —               |